# روزستاینه
روزستاینه (به لهستانی:  Rozstajne) یک روستا در لهستان است که در گمینا کرمپنا واقع شده‌است.